# Qaḑā' Khabāt
Qaḑā' Khabāt (kurdiska: Qeza-î Xebat, arabiska: قضاء خبات, kurdiska: قەزاى خەبات) är ett distrikt i Irak.   Det ligger i provinsen Arbil, i den norra delen av landet, 300 km norr om huvudstaden Bagdad.